# Обервајсбах (Тириншка шума)
Обервајсбах (њем. Oberweißbach/Thüringer Wald) град је у њемачкој савезној држави Тирингија. Једно је од 39 општинских средишта округа Залфелд-Рудолштат. Према процјени из 2010. у граду је живјело 1.887 становника. Посједује регионалну шифру (AGS) 16073065.

## Географски и демографски подаци
Обервајсбах се налази у савезној држави Тирингија у округу Залфелд-Рудолштат. Град се налази на надморској висини од 670 метара. Површина општине износи 9,6 km². У самом граду је, према процјени из 2010. године, живјело 1.887 становника. Просјечна густина становништва износи 196 становника/km².